# Font Pública
La Fuente Pública (Font Pública en valencià) coneguda popularment amb el nom de Pantera Rosa, per les seues forma i color, és un monument situat a l'extrem sud del carrer Filipines, vora la plaça de Manuel Sanchis Guarner, al sud de la ciutat de València. Fou dissenyat per l'arquitecte valencià Miquel Navarro i erigit el 1984. Commemora la canal Túria-Xúquer.